# Suriubu Turema
Suriubu Turema (Suribu Turema, kurz: Turema) ist ein osttimoresischer Ort im Suco Goulolo (Verwaltungsamt Cailaco, Gemeinde Bobonaro). Bis 2015 war er Teil des Sucos Purugua.
Das Dorf liegt auf einer Meereshöhe von 55 m, in der Aldeia Suri-Ubu, einer Exklave Goulolos im Norden von Cailaco. Westlich fließt der Nunura, südlich dessen Zulauf, der Utobato. Südöstlich mündet der Aideno in den Utobato. Die Überlandstraße von Maliana nach Hatolia Vila führt über eine Brücke über den Utobato und durch das Dorf.
In Suriubu Turema befindet sich eine Grundschule.